# Энгельс, Эрих (гауптштурмфюрер)
Эрих Энгельс (нем. Erich Engels; 11 сентября 1908, Теккленбург, Германская империя — 19 мая 1951, Варшава, ПНР) — гауптштурмфюрер СС, комиссар уголовной полиции, заместитель начальника гестапо в Касселе.

## Биография
Эрих Энгельс родился 11 сентября 1908 года в семье служащего. В Арользене учился сначала в народной школе, потом в гимназии, которую бросил после 9 класса. Энгельс учился гостиничному делу и с 1 мая 1930 по 15 сентября 1931 года работал в разных отелях. 1 февраля 1930 года вступил в НСДАП (билет № 201138) и штурмовые отряды (СА). В 1934 году поступил на службу в рейхсвер. С октября 1935 года служил в отделении гестапо в Касселе и в октябре 1937 года ему был присвоен чин комиссара уголовной полиции. 1 июля 1938 года был зачислен в ряды СС. В 1942 году Энгельсу было присвоено звание гауптштурмфюрера СС. 1 августа 1938 года был переведён в отделение гестапо в Билефельде, а с июня 1939 года служил в отделении гестапо в Угерске-Градиште. 
После начала Второй мировой войны Энгельс служил в польском генерал-губернаторстве в ведомстве полиции безопасности и СД в Варшаве. С сентября 1941 года возглавлял отдел по «еврейскому вопросу» в отделении гестапо во Львове и участвовал в депортации евреев из Галиции в лагерь смерти Белжец. 1 сентября 1942 года по приказу Энгельса на балконе были повешены 11 евреев, после чего юденрату был выставлен счёт за использованную веревку.
С октября 1944 года Энгельс занимал должность заместителя начальника гестапо в Касселе Франца Мармона. Энгельс возглавлял филиал гестапо в концлагере Брайтенау, который был расформирован в конце марта 1945 года. 30 марта 1945 года 28 заключённых этого лагеря были казнены расстрельной командой, собранной Энгельсом.
20 апреля 1945 года был арестован солдатами американской армии и два года находился в лагерях для интернированных в Дахау и Дармштадте. 25 февраля 1947 года был экстрадирован в Польшу. 13 марта 1950 года был приговорён к смертной казни. Энгельс сидел в одной камере с польским бойцом сопротивления Владиславом Бартошевским и абатом Ченстохова. 19 мая 1951 года за преступления, совершенные в генерал-губернаторстве, он был повешен в тюрьме Мокотув в Варшаве.